# 9590 Hyria
9590 Hyria este o planetă minoră (asteroid) din Asteroid troian al lui Jupiter. A fost descoperită pe 21 februarie 1991 la Observatorul Național Kitt Peak de Spacewatch și a fost numită după Yrii⁠(d). 
Obiectul prezintă o orbită caracterizată de o semiaxă mare de 5,1010468 UAi, o excentricitate de 0,04, o înclinație de 6,66085 ° în raport cu ecliptica.